# تشی‌آروارگان آمریکای جنوبی
تشی‌آروارگان آمریکای جنوبی (نام علمی: Caviomorpha) نام یک parvorder از فروراسته تشی‌آروارگان است.